# John Patton O’Neill
John Patton O’Neill (* 12. April 1942 in Houston, Texas) ist ein US-amerikanischer Ornithologe und Vogelillustrator. Sein Forschungsschwerpunkt ist die Avifauna Perus.

## Leben
Nach seinem Abschluss an der Spring High School in Houston im Juni 1960 absolvierte O’Neill ab September 1960 die University of Oklahoma in Norman, Oklahoma, wo er im August 1964 den Bachelor of Science erlangte. Im September desselben Jahres trat er in die Abteilung für Zoologie und Physiologie der Louisiana State University Graduate School ein, wo er im Mai 1970 zum Master of Science graduierte. Im Juli 1972 heiratete er Carol Ann Speer. 1974 wurde er mit der Dissertation The Birds of Balta, a Peruvian Dry Tropical Forest Locality, With an Analysis of Their Origins and Ecological Relationships unter der Leitung von George H. Lowery zum Ph.D. an der Louisiana State University promoviert.
Im September 1977 gelang O’Neill gemeinsam mit seinem peruanischen Kollegen Gustavo del Solar im Nordwesten Perus die Wiederentdeckung des Weißschwingenguans (Penelope albipennis), eine Art, die seit der Sammlung des Holotypus durch den polnischen Ornithologen Jan Sztolcman im Jahr 1876 nicht mehr gesichtet wurde.
O’Neill war an den Erstbeschreibungen zu zahlreichen peruanischen Vogelarten beteiligt, darunter zur Veilchenschultertangare (Wetmorethraupis sterrhopteron) Lowery & O’Neill, 1964, zur Koepckekassike (Cacicus koepckeae) Lowery & O’Neill, 1965, zur Schwarzgesichtkotinga (Conioptilon mcilhennyi) Lowery & O’Neill, 1966, zur Fahlbrust-Ameisenpitta (Grallaria eludens) Lowery & O’Neill, 1969, zum Peruanerkauz (Xenoglaux loweryi) O’Neill & G. R. Graves, 1977, zum Zimtbrust-Todityrann (Hemitriccus cinnamomeipectus) Fitzpatrick & O’Neill, 1979, zur Ockerstirn-Ameisenpitta (Grallaricula ochraceifrons) G. R. Graves, O’Neill & T. A. Parker, 1983, zum Inkazaunkönig (Pheugopedius eisenmanni) (T. A. Parker & O’Neill, 1985), zum Graukehl-Ameisenfänger (Herpsilochmus parkeri) Davis & O’Neill, 1986, zur Zimtkreischeule (Megascops petersoni) (Fitzpatrick & O’Neill, 1986), zum Amazonassittich (Nannopsittaca dachilleae) O’Neill, Munn & Franke, 1991, zum Loreto-Bartvogel (Capito wallacei) O’Neill, D. F. Lane, A. W. Kratter, A. P. Capparella & C. F. Joo, 2000, zur Várzeadrossel (Turdus sanchezorum) O’Neill, Lane & Naka, 2011 und zur Gelbbrustpipra (Machaeropterus eckelberryi) D. F. Lane, A. W. Kratter & O’Neill, 2017 aus der Familie der Schnurrvögel. Ferner beschrieb er 1971 mit Alfred L. Gardner die Kleine Gelbschulterfledermaus (Sturnira nana).
1973 war O’Neill neben Don R. Eckelberry Illustrator des Werks A Guide to the Birds of Trinidad and Tobago von Richard Ffrench. 1990 steuerte er gemeinsam mit Harold Douglas Pratt Illustrationen zum Werk Big Golden Book of Backyard Birds von Kathleen N. Daly bei. 1993 war er neben Paul Barruel als Illustrator an der englischsprachigen Ausgabe des Werks Birds in Brazil von Helmut Sick beteiligt. 1999 veröffentlichte er das Buch Great Texas Birds. 2007 gehörte er neben Thomas Scott Schulenberg, Daniel Franklin Lane und Theodore Albert Parker III zum Autoren-Team des Werks Birds of Peru.

## Dedikationsnamen
1976 benannten George H. Lowery und Dan Tallman die Brauntangare (Nephelornis oneilli) zu Ehren von O’Neill. 1979 benannten Douglas A. Rossman und Richard Thomas die Schlangenart Dipsas oneilli nach O’Neill, der 1975 die Typusexemplare gesammelt hatte. 2014 stellten Morton L. Isler, Gustavo A. Bravo und Robb T. Brumfield die Gattung Oneillornis für zwei Tangarenarten auf. 2020 beschrieben Isler und Robert Terry Chesser die Panaoameisenpitta (Grallaria oneilli) aus Peru. 2021 wurde die neue Tangarenart Heliothraupis oneilli zu Ehren von O’Neill benannt.